# 呉倩蓮
呉 倩蓮（ウー・チェンリン、ウー・チェンリェン、ン・シンリン、1968年7月3日 - ）は台湾台北市出身、中華圏の映画及びテレビドラマで活躍する女優。身長は166cm、血液型はO型、星座はかに座、趣味はバックパッキング、既婚（2007年7月に結婚）。

## 来歴
映画『フェーム』に影響を受けて国立芸術学院（現・国立台北芸術大学）演劇科に入学。2年生の時に撮った1枚の肖像写真がきっかけで、女優で映画監督のシルビア・チャンに見出され香港映画界入り。
デビュー作『アンディ・ラウの逃避行〜RUNAWAY〜』で人気スターアンディ・ラウの相手役を射止める。以降女優として香港・台湾・中国の話題作に立て続けに出演した。
少女時代より歌が得意でコーラス部等で活躍していた経歴を生かし、歌手として数枚のCDをリリースしている。
近年は主に中国本土のテレビドラマを中心に活動しており、従来の淑やかなイメージから一転歴史劇の女傑役に挑むなど、実力派女優として芸域を広げている。

## 主な出演作
※カッコ内は原題と製作年度。<未>は日本版を有さない作品に記す。

### 映画
- アンディ・ラウの逃避行〜RUNAWAY〜（天若有情 1990年）
- カジノ・レイダース2（至尊無上2永霸天下 1991年）
- 風よさらば（天若有情2之天長地久 1993年）
- 裸足のクンフー・ファイター（赤脚小子 1993年)
- 恋人たちの食卓（飲食男女 1994年）
- フル・ブラッド（花旗少林 1994年）
- ゴッド・ギャンブラー 完結編（賭神2 1994年）
- ぼくたちはここにいる（三個相愛的少年 1994年）
- 1000の瞬き（都市情縁 1994年）
- 大陸英雄伝（和平飯店 1995年）
- 男たちの挽歌 外伝（廟街故事 1995年）
- 夜半歌聲/逢いたくて、逢えなくて（夜半歌聲 1995年）
- 復讐のプレリュード（大冒險家 1995年）
- 香港ラブストーリー 恋のラブ・アタック作戦（呆佬拜壽 1995年）
- 戦火の絆（天若有情3之烽火佳人 1996年）
- 摂氏32℃（1996年）<未>
- 龍城恋歌（龍城正月 1996年）
- 半生縁（1997年） <未>
- ラッキー・ファミリー（97家有囍事 1997年）
- 歌って恋して（九星報喜 1998年）
- ミレニアム・ラブ（没完没了 1999年）
- ベルベット・レイン（江湖 2004年）

### テレビドラマ
- 神鵰俠侶（1998年）<未>
- 大漢風 〜項羽と劉邦〜（大漢風 2004年）
- 縁海情天（2004年）<未>
- 海上伝奇（2005年）<未>
- 美麗追夢人（2005年）<未>
- 都市情縁（2005年）<未>
- 阮玲玉（2005年）<未>
- 北魏馮太后（2006年）